# ثورة القيسية (843)
ثَوْرَةُ اَلْقَيْسِيَّة (228 هـ / 843 م) هِي ثورَةٌ قام بِها أبناء قَبيلة قَيْسُ عَيْلان اَلعَرَبيَّة اَلمعروفين اختصاراً اَلقَيْسِيَّة التي تسكُن في دِمَشْق وضَواحِيها وكَان مِن أسبابِها المعروفة وَفاةَ اَلخليفَة اَلْمُعْتَصِم بِالله اَلعَبَّاسِيّ.
حيث عاثوا وأفسدوا وحاصَروا أميرهم فبعث اَلخليفة اَلواثِقُ بِالله اَلَعَبَّاسِيّ القائد العسكري رَجاء بن أيُّوب الحَضاري، وكانوا معسكرين بمنطقة مرج راهط فقَاد رَجاء اَلجيش العَبَّاسِيّ ونَزل في دَير مُرَّان فدعاهم إلى الطَّاعة وبَيعة اَلواثِقُ بِالله فلم يُجيبوا ولم يُرجِعوا بشيء، فواعدهم بالحَرب بمنطقة دُوما الواقعة في الغوُطَة وذلك في يوم الاثنين.
فلما كان يوم الأحَد، وقد تفرَّقت سار رَجَاء إلى اَلقَيْسِيَّة فوافاهم وقد سار بعضهم إلى دُوما فقاتلهم حتى هزمهم وقتل منهم نحو 1,500 وقُتِل من الجَيش العَبَّاسِيّ نحو 300، وصلح أمر دِمَشْق وعادت لنُفوذ اَلخِلافَة اَلعَبَّاسِيَّة وتولَّى رَجاء حُكم دِمَشْق.